# Alma (Colorado)
Alma és una població dels Estats Units a l'estat de Colorado. Segons el cens del 2000 tenia 179 habitants.

## Demografia
Segons el cens del 2000, Alma tenia 179 habitants, 94 habitatges, i 40 famílies. La densitat de població era de 203,3 habitants per km².
Dels 94 habitatges en un 18,1% hi vivien nens de menys de 18 anys, en un 37,2% hi vivien parelles casades, en un 2,1% dones solteres, i en un 57,4% no eren unitats familiars. En el 39,4% dels habitatges hi vivien persones soles l'1,1% de les quals corresponia a persones de 65 anys o més que vivien soles. El nombre mitjà de persones vivint en cada habitatge era d'1,9 i el nombre mitjà de persones que vivien en cada família era de 2,63.
Per edats la població es repartia de la següent manera: un 12,8% tenia menys de 18 anys, un 5,6% entre 18 i 24, un 53,1% entre 25 i 44, un 24% de 45 a 60 i un 4,5% 65 anys o més.
L'edat mediana era de 37 anys. Per cada 100 dones de 18 o més anys hi havia 140 homes.
La renda mediana per habitatge era de 41.563 $ i la renda mediana per família de 59.688 $. Els homes tenien una renda mediana de 28.750 $ mentre que les dones 26.563 $. La renda per capita de la població era de 25.165 $. Cap de les famílies i el 4,3% de la població estaven per davall del llindar de pobresa.

## Poblacions més properes
El següent diagrama mostra les poblacions més properes.